# Paulius Grybauskas
Paulius Grybauskas (* 2. Juni 1984 in Vilnius) ist ein litauischer Fußballtorwart.

## Karriere
Paulius Grybauskas begann seine Profikarriere im Jahr 2003 beim FC Vilnius, wo er insgesamt dreizehn Spiele bestritt. Nur ein Jahr später wechselte er zum Ligakonkurrenten FK Ekranas. Dort konnte er sich als Stammspieler durchsetzen und absolvierte in zwei Jahren 51 Spiele. 2007 wechselte er zum rumänischen Klub FC Oțelul Galați. Leider fand er sich meistens auf der Ersatzbank wieder. Im Jahr 2009 wechselte er nach Aserbaidschan zu Neftçi Baku. Dort war er zunächst Stammspieler, verlor diesen Status im Laufe der Saison 2010/11 wieder. Am Saisonende konnte er mit seiner Mannschaft die Meisterschaft gewinnen. Anschließend wechselte er zu Wigry Suwałki in die dritte polnische Liga, ehe er sich Anfang 2012 dem weißrussischen Erstligisten FK Schachzjor Salihorsk anschloss. Dort kam er über die Rolle des Ersatzmannes nicht hinaus. Anfang 2013 wechselte er zu Skonto Riga. Dort wurde er wieder zur Nummer eins und erreichte die Vizemeisterschaft 2013. Anfang 2014 heuerte er beim FK Trakai in seinem Heimatland an, ein Jahr später zog es ihn zu Sūduva Marijampolė, wo er nur viermal zum Einsatz kam.

## Nationalmannschaft
Sein Länderspieldebüt absolvierte er am 15. November 2006 beim Freundschaftsspiel gegen Malta, das man mit 4:1 gewinnen konnte. Im Rahmen der Fußball-Europameisterschaft 2008 spielte er zwei Qualifikationsspiele gegen Ukraine und Italien. Beide Spiele gingen verloren.
2008 bestritt er noch zwei Freundschaftsspiele. Am 31. Mai 2008 gewann man gegen Estland mit 1:0. Am 19. November trennte man sich mit einem 1:1-Unentschieden von der Moldau. Das letzte seiner sechs Länderspiele bestritt er am 20. Juni 2010.